# Palacio Nacional, Ciudad de Mexico
Narodna palača (špansko Palacio Nacional) je sedež zvezne oblasti v Mehiki. Od leta 2018 je služil tudi kot uradno prebivališče predsednika Mehike. Stoji ob glavnem trgu Ciudad de México, Plaza de la Constitución (El Zócalo). To mesto je bila palača za vladajoči razred Mehike že od azteškega imperija, večina gradbenega materiala sedanje palače pa je iz prvotne, ki je pripadala vladarju Moctezuma II.

## Sedanji kompleks
Narodna palača, ki se uporablja in je razvrščena kot vladna stavba, iz rdečega kamna tezontle fasado  zapolnjuje celotno vzhodno stran Zócala , z dolžino več kot 200 metrov.  Je dom nekaterih uradov Zvezne zakladnice in Nacionalnega arhiva. 

## Opis
Fasada na severu in jugu meji na dva stolpa in vključuje troje glavnih vrat, od katerih vsaka vodijo do drugega dela stavbe. Južna vrata vodijo v časno dvorišče in predsedniške pisarne (brez dostopa javnosti). Severna vrata so znana kot Marijanska vrata, poimenovana v čast Mariana Arista, ki jih je dal zgraditi leta 1850. Ob teh vratih je bil nekoč stari sodni zapor s sodnimi dvoranami in mučilnimi prostori. Zdaj ga zaseda ministrstvo za finance. Vsebuje Zakladniško sobo, ki sta jo zgradila arhitekta Manuel Ortiz Monasterio in Vicente Mendiola. Železna in bronasta vrata so delo Augusta Petricciolija.
Nad osrednjimi vrati, obrnjenimi proti Zócalu, je glavni balkon, kjer 15. septembra pred 23. uro predsednik Mehike podeli Grito de Dolores (dogodek se je zgodil v Doloresu v Mehiki 16. septembra 1810, ko je rimskokatoliški duhovnik Miguel Hidalgo y Costilla pozvonil na cerkveni zvon in poklical k orožju, ki je sprožilo mehiško vojno za neodvisnost.) na slovesnosti v spomin na neodvisnost Mehike. Del te slovesnosti vključuje zvonjenje zvona, ki visi nad balkonom. Ta zvon je izvirni, s katerim je oče Miguel Hidalgo pozval k uporu proti Španiji. Prvotno je visel v cerkvi Dolores Hidalgo v Guanajuatu, vendar so ga preselili sem. V niši, ki vsebuje zvon, je mehiški grb. Na vsaki strani je azteški orlov bojevnik in njegov španski kolega. Te je izdelal Manuel Centurion in simbolizirajo sintezo mehiške  in španske kulture.
Osrednja vrata vodijo na glavno teraso, obdano z baročnimi loki. Prenovljena je bila le balustrada tega območja, ki je ohranila freske Diega Rivere, ki krasijo glavno stopnišče in stene drugega nadstropja. Na stopnišču je poslikava Zgodovine Mehike od 1521 do 1930, ki zajema površino 450 m2. Te freske so bile naslikane med letoma 1929 in 1935, skupaj z naslovom Ep o mehiškem ljudstvu".  Delo je razdeljeno kot triptih in vsak je nekoliko avtonomen. Desna stena vsebuje poslikave, ki prikazujejo predšpansko Mehiko in se osredotoča na življenje asteškega boga Quetzalcóatla. Quetzalcóatl se na steni pojavlja kot zvezda, bog in človek. Ustvarjen s kačami, pluje po vesolju kot zvezda, ki ponoči spremlja sonce. Quetzalcóatl nato prevzame človeško telo, da uči Azteško ljudstvo kot njihov kralj in patriarh. Nazadnje, ko žrtvuje svojo kri, da bi dal življenje ljudem, se vrne na nebo in konča svoj zemeljski krog. Ko zapusti zemljo, Quetzalcóatl prevzame obliko jutranje zvezde, imenovane Tlahuizcalpantecuhtli. Cikel, ki ga doživlja, pomeni neprekinjen cikel življenja. Riverovo ustvarjanje mehiške identitete pomaga nadaljevati reformo, ki se je začela z mehiško revolucijo leta 1910. Pred tem časom so odvrnili vsak individualizem Indijancev in vse aluzije na izvor Aztekov. Freska želi zavrniti vsako idejo manjvrednosti.
Na srednji in največji plošči je Conquest – španska zasedba Azteškega imperija –  upodobljena s svojo grdoto, kot sta posilstvo in mučenje, pa tudi duhovniki, ki branijo pravice avtohtonega prebivalstva. Bitka za neodvisnost zaseda zgornji del tega panela v loku. Ameriška in francoska invazija sta predstavljeni pod tem, pa tudi obdobje reform in revolucija. Leva plošča je posvečena začetku in sredini 20. stoletja, kritizira status quo in prikazuje marksistično utopijo, na kateri so osebe Plutarco Elías Calles, John D. Rockefeller, Harry Ford Sinclair, William Durant, J.P. Morgan, Cornelius Vanderbilt in Andrew Mellon ter Karl Marx. Ta del stenske slike vključuje tudi Frido Kahlo, Diegovo ženo. Ta poslikava odraža Diegova osebna stališča o zgodovini Mehike in zlasti o avtohtonih prebivalcih države.
Diego je v srednjem nadstropju naslikal tudi 11 plošč, na primer Tianguis iz Tlatelolca (tianguis pomeni 'trg') in Prihod Hernana Cortésa v Veracruz. So del serije, ki prikazuje predšpansko dobo. Ljudje, kot so Taraski iz Michoacána, Zapoteki in Mixteki iz Oaxace ter Huasteki iz Hidalga, San Luisa Potosíja in Veracruza. Vendar ta serija ni bila končana.
V zgornjem nadstropju je bila nekoč gledališka soba podkraljev, ki je postala poslanska zbornica od leta 1829 do 22. avgusta 1872, ko je sobo po nesreči uničil požar. V tej parlamentarni zbornici je bila napisana reformna ustava iz leta 1857. Ta in Ustava iz leta 1917 sta na ogled.
Palača ima štirinajst dvorišč, vendar je le nekaj teh, na primer Veliko dvorišče onkraj osrednjega portala, odprto za javnost. V Narodni palači je tudi glavni državni arhiv z mnogimi zgodovinskimi dokumenti in Biblioteka Miguel Lerdo de Tejada, ena največjih in najpomembnejših knjižnic v državi.
Na severnem dodatku stavbe je soba zakladnice in muzej Benita Juáreza. Med obema je cesaričino stopnišče, ki sta ga zgradila brata Juan in Ramón Agea. Ko sta se soočila s trditvami, da je njuno delo nestabilno in da se bo podrlo, sta nastavila polno bataljonsko polnjenje, medtem ko sta stala pod njimi. Soba zakladnice ni več v uporabi. V muzejskem delu kompleksa, ki je bil nekoč finančno ministrstvo, je kip Benita Juáreza avtorja Miguela Noreñe. To delo je bilo takrat kritizirano, ker se je zdelo, da tako častitljive osebe ne bi smeli upodabljati sedeče na svojem plašču, saj je bilo to v nasprotju s takratnim družbenim bontonom. Na dvorišču finančnega ministrstva je soba Benita Juáreza, kjer je ta predsednik ob koncu svojega mandata živel in kjer je umrl 18. julija 1872. Spalnica, dnevna soba in delovna soba so ohranjene skupaj s številnimi predmeti predsednika.

## Zgodovina stavbe

### Moctezumova "Nova hiša"
Laokacijo in velik del gradbenega materiala sedanje stavbe je tisto, kar so imenovali "Nove hiše" Moctezuma II. (Casas Nuevas de Moctezuma). Ta palača je delovala kot rezidenca azteških tlatoanijev (vladarjev v nahuatl) in je opravljala tudi številne uradne funkcije. Stavba je bila razdeljena na dva dela in okrašena z marmorjem in poslikano štukaturo. Na glavni fasadi je bil grb monarhije, orel s kačo v krempljih. Imela je tri terase, obdane s portiki, notranje sanitarije, fontane in vrtove. Spalnice so imele tapiserije iz bombaža, perja in zajčjega krzna, pobarvane v svetle barve. Tla so bila iz polirane štukature in pokrita z živalskim krznom in fino tkanimi preprogami. Bili so prostori za uslužbence, upravno osebje in vojaško stražo, skupaj s kuhinjami, shrambami in skladišči. Bogastvo palače je presenetilo Cortésa, kar je v pismih posredoval Karlu I. Španskemu. 
Palača je imela tudi sobo, rezervirano za tlacxitlan, kjer bi skupina starešin, ki ji je predsedoval vladar sam, reševala spore med državljani. Po osvajanju te nove hiše niso bile popolnoma izravnane s tlemi, ampak so bile dovolj uničene, da so bile nenaseljene.

### Cortésova palača
Zemljo in zgradbe na njej je zahteval Hernán Cortés, ki je dal arhitektoma Rodrigu de Pontocillosu in Juanu Rodríguezu obnoviti palačo, medtem ko je Cortés od leta 1521 do 1530 živel v starih hišah (danes stavba Nacional Monte de Piedad) čez trg.
Cortésova palača je bila masivna trdnjava z odprtinami za topove na vogalih, v medetaži pa so bile strelne odprtine za mušketirje. Fasada je imela samo dvoje vrat z loki (medio punto). V notranjosti sta bili dve terasi, tretja je bila zgrajena po letu 1554, četrta pa nekje po tem. Njegov vrt je bil obsežen in je zasedel velik del južnega in jugozahodnega dela posestva do današnje ulice Correo Mayor. Palača je imela bivalne prostore, pisarne, dve sprejemnici in stolp za smodnik. Sekundarna stavba za glavno je imela na fasadi devetnajst oken. Imela je tudi parapet, nad katerim sta bila ura in zvon. Glavno dvorišče je bilo zgrajeno dovolj veliko, da je lahko zabavalo obiskovalce s prvimi posnetki bikoborb v Novi Španiji.
Španska krona je palačo od družine Cortés kupila leta 1562 za namestitev podkralja. Tako je ostalo do osamosvojitve Mehike v 1820 -ih letih.

### Podkraljeva palača
Leta 1562 je španska krona palačo in zemljišče kupila od Martina Cortésa, sina Hernana Cortésa, pri čemer je ohranila večino značilnosti Cortésove palače.
Italijanski kapucinski frater Ilarione da Bergamo je v svojo popotniško zgodbo vključil opis podkraljeve palače. Ugotavlja, da stavba ni samo rezidenca podkralja in njegove družine, ampak ima tudi številne vladne urade, vključno z višjim sodiščem (Real Audiencia) in drugimi pravnimi uradi, predstavniki kraljeve zakladnice, odvetniki, vključno s tistimi Splošnega indijanskega sodišča, pa tudi majhne zapore. V času podpredsednika Bernarda Gálveza je iskal bivališče ločeno od palače, leta 1785 pa so bili izdelani načrti za grad Chapultepec, ki naj bi bil zgrajen na visoki točki zunaj jedra mesta.
Palača je bila mesto podkraljeve moči in je bila centralno nameščena, tako da je bila palača tarča, ko je prišlo do izbruhov nasilja proti režimu. Zaradi napetosti med podkraljem in nadškofom so palačo zažgali nadškofovi pristaši leta 1624. 8. junija 1692 je bila palača skoraj popolnoma uničena. Podkralj Gaspar de Sandoval je nato dal bratu Diegu Valverdeju obnoviti palačo. Zgodovinar Manuel Rivera Cambas navaja, da je palača po obnovi izgubila trdnjavski videz in dobila baročni videz. Njene fasade so bile preoblikovane z okni z rešetkami iz železnih palic, uokvirjena v kamnu. Nad temi okni so bili vtisnjeni napisi, ob straneh pa so bili postavljeni grbi. Na severni strani stavbe so dodali manjša, tretja vrata. Na notranji, sekundarni zgradbi so bila nameščena visoka okna z majhnimi balkoni iz železa. Južna vrata so vodila do tako imenovanega Patio  Honour (častnega dvorišča); v tem delu so bili prostori namestnika. Mezanin je imel pisarno tajnika in arhiv podkraljestva. V spodnjem delu so bili prostori za hlapce in jelenarje ter posode za shranjevanje živega srebra. Častno dvorišče se je odpiralo nazaj proti vrtu za uporabo namestnika in njegovega dvora. Severna vrata so vodila do majhne terase, v kateri je bil zapor in stražarnica. Ko je v Mehiki delovala Kraljeva botanična ekspedicija v Novo Španijo (1787-1803), je bila ustanovitev Kraljevega botaničnega vrta po vzoru tistega v cesarski prestolnici Madrid bistveni mandat podjetja. Sama podkraljeva palača je postala mesto botaničnega vrta, kjer so izkopali prvotno mesto, da bi lahko zamenjali rodovitno zemljo. Palača je v bistvu ostala nespremenjena vse do osamosvojitve leta 1830.
- Pogledi na Alamedo in palačo podkraljev Mehike (pred rekonstrukcijo 1711) (danes Narodna palača), anonimni slikar, c. 1676, Muzej Amerik (Madrid)[8]
- Pogled na Plaza Mayor (tdanes Zócalo) (ok. 1695), delo Cristóbal de Villalpando. Delo prikazuje podkraljevo palačo, ki jo je uničil izgred leta 1692  [orsham Court, Anglija[9]

### Po neodvisnosti
Številni mehiški voditelji so po osamosvojitvi spremenili podkraljevo palačo, vključno s preimenovanjem v Narodna palača. Nameščena so bila prva mehiška ministrstva, kot so ministrstvo Hacienda (notranji prihodek), vojno ministrstvo, pravosodno ministrstvo ter ministrstvo za notranje in zunanje odnose ter vrhovno sodišče. Med vstajo, ki jo je vodil Valentín Gómez Farías, proti tedanjemu predsedniku Anastasiu Bustamanteju, je bila jugozahodna balustrada med dvanajstdnevnim obleganjem resno poškodovana. Leta 1845 so zgradili stare poslanske sobe s senatom v zgornjem nadstropju južnega krila. Leta 1850 je Mariano Arista zazidal stara vrata severnega zapora in izdelal sedanja severna vrata. Prav tako je severno krilo preuredil v vojašnico Batallón de Guardia de Supremos Poderes (bataljon straže za vrhovne sile). Leta 1864 je imel Maksimilijan Habsburški pred tremi glavnimi vrati nameščene tri stebre za zastave. Pri osrednjih vratih je bila mehiška zastava; na severnih vratih je bila zastava Avstrije, na južnih vratih pa zastava Francije. Odredil je tudi, da je Lorenzo de la Hidalga zgradil veliko marmorno stopnišče na častnem dvorišču v južnem krilu, javne prostore pa je pokril in opremil s slikami, svečniki in sobnimi wc školjkami iz Hollenbacha v Avstriji in Sirresa v Franciji. V nasprotju se je Benito Juárez odločil, da bo imel svoje stanovanje na severnem koncu palače, ne pa na tradicionalnem južnem koncu.
Leta 1877 je Secretaría de Hacienda y Credito Público (sekretar za notranje prihodke in javne kredite) José Ives Limantour v okviru prenove oddelka preselil svoje pisarne v severno krilo, ki ga je končal leta 1902. Izbral je največjo sobo v krilu za Urad za zapore. Leta 1896 so zvonik, s katerim je oče Hidalgo pozvonil v župniji Dolores v Guanajuatu, preselili sem.
V času vladavine Porfiria Díaza so bile narejene številne spremembe. Ura angleške proizvodnje na parapetu je bila premaknjena na stolp cerkve Santo Domingo. Fasada je bila cementirana in obdelana, da je izgledala kot kamnita. Na okna zgornjih nadstropij so postavili platnene tende. Na podstavkih v bližini glavnih vrat so bili postavljeni kipi ženskih oblik. V notranjosti so bili prenovljeni veleposlanikova soba, jedilnica, kuhinje, bivalni prostor, garaže in hlevi. To je bilo storjeno v času, ko je bil v Mehiki priljubljen francoski slog.
Med letoma 1926 in 1929 je tretje nadstropje v času mandata predsednika Plutarca Elíasa Callesa nadgradil Alberto J. Pani, inženir in nato finančni minister, ki ga je zasnoval Augusto Petriccioli. Na stolpe so namestili cine, na vsa tri vrata pa parapet in okrasne kape. Zvon Dolores je bil nameščen v niši, obdani z atlanti, nad balkonom nad osrednjimi vrati. Fasada je bila prekrita z rdečim kamnom iz tezontla, na vratih, oknih, konzolah in parapetih pa so bili nameščeni kamniti okvirji. V notranjosti je bilo na osrednjem dvorišču (kjer bo Diego Rivera kasneje naslikal fresko Zgodovina Mehike) nameščeno veliko marmorno stopnišče do notranjega oddelka za prihodke in pisarn Generalne zakladnice v severnem krilu. Stara poslanska zbornica, opuščena po požaru leta 1872, je bila do stoletnice rekonstruirana in ponovno odprta kot muzej. Kip Benita Juáreza je bil postavljen v severnem krilu blizu njegovih starih prostorov. Ta kip je bil izdelan iz brona iz topov konservativne vojske med reformno vojno in iz francoskih izstrelkov iz bitke pri Puebli. Zaradi tega je palača izgubila svoj baročni (in francoski) videz in ji dala videz, kot ga ima danes.

### Palača kot predsedniška rezidenca
V tej rezidenci so živeli vsi podkralji, ki so vladali Novi Španiji v kolonialnem obdobju, razen Antonija de Mendoze in Juana O'Donojúja, prvega in zadnjega podkralja. Po osamosvojitvi sta bila v palači dva cesarja, ki sta v kratkih obdobjih vladala Mehiki: Agustin de Iturbide in Maksimilijan I. Mehiški. Prvi predsednik, ki je živel v stavbi, je bil tudi prvi mehiški predsednik Guadalupe Victoria, njegov zadnji prebivalec v 19. stoletju pa je bil Manuel González, predsednik od 1880 do 1884. Po tem je bila predsedniška rezidenca Los Pinos, vendar je Narodna palača postala uradna rezidenca še enkrat z Andrésom Manuelom Lópezom Obradorjem, predsednikom od leta 2018. Med znanimi ljudmi, ki so tu bivali, so mehiška pisateljica, filozofka, skladateljica in pesnica Juana Inés de la Cruz, španski romanopisec  Mateo Alemán, fra Servando de Mier, rimskokatoliški duhovnik, pridigar in politik (tu je tudi umrl), nemški naravoslovec in raziskovalec Alexander von Humboldt in venezuelski revolucionar, vojskovodja in politik Simón Bolívar.
- Fotografija Narodne palače med letoma 1880-1900
- Zvon Dolores čaka na svojo namestitev. Fotografija iz leta 1935.

### Poškodbe 2014
8. novembra 2014 so domnevni anarhisti namerno poškodovali fasado in okna palače z grafiti in z razbitjem oken ter po neuspelem poskusu vloma požgali del vrat Mariane. Nacionalni inštitut za zgodovino in antropologijo (INAH) je opravil obnovo in predstavil stroške škode.

## Arheološka dela
Zaradi del, povezanih z izgradnjo podzemne železnice linije 2 in pospeševanjem posedanja številnih stavb v zgodovinskem središču, se je osnovna stavba palače poslabšala, kar je zahtevalo dela za zavarovanje temeljev in podporo stavbe, zlasti na tretjem nadstropju, osrednji terasi in častnem dvorišču. Med tem delom so našli stare stolpne podstavke podkraljeve palače, od katerih sta bili dve obnovljeni na mestu, kjer so jih našli. Našli so tudi stare špirovce iz cedre z nosilci, ki so bili uporabljeni za temelj prvega nadstropja.
V zadnjem času so izkopavanja v Narodni palači in ob njej odkrila dele Moctezuminih novih hiš, imena palač, ki jih je Hernán Cortés izenačil, da bi zgradil tisto, kar je postalo sedanje poslopje. Deli zidu in bazaltno dno so bili najdeni med nedavno obnovo stavbe, v kateri je danes Muzej kulture, ki meji na palačo na severni strani. Zid in tla naj bi bila del Casa Denegrida ali Črne hiše, ki so jo španski osvajalci opisali kot sobo brez oken, pobarvano v črno. Tu je Moctezuma meditiral o tem, kar so mu povedali poklicni vidci in šamani. To je bil del gradnje, ki naj bi jo sestavljalo pet medsebojno povezanih stavb, ki so vsebovale vladarjevo pisarno, otroške sobe in več žena ter celo živalski vrt. Načrtovano je več izkopavanj.

## Pomen stavbe
Na spletni strani prejšnjega predsednika Ernesta Zedilla, Carlos Fuentes imenuje Narodno palačo »potujoča in nepremična stavba«. Potovanje se uporablja v smislu, da je velik del njenega arhitekturnega sloga španskega izvora in simbolizira presajanje španske civilizacije v Novi svet. Nepremična je v tem smislu, da je že od asteških časov sedež zemeljske politične moči, najprej kot palača azteških tlatoanob, nato španskih podkraljev in nato mehiških voditeljev držav. Šele pred kratkim so tukaj živeli tisti, ki so imeli oblast nad Mehiko in potrjevali svojo oblast.
Stavba sama predstavlja mehiško ljudstvo kot mešanico španskega in azteškega. Stara palača je bila uničena, da bi naredili prostor za novo, vendar sta bili zgrajeni iz istega kamna. Po Zedillu to predstavlja nekaj, kar ni ravno azteško, a tudi ne povsem špansko, podobno kot država sama. Ti isti kamni so bili prisotni med vsemi pomembnejšimi zgodovinskimi dogodki v Mehiki in so videli tuje zastave, ki so plapolale nad njimi.
Na predvečer dneva neodvisnosti Mehike je Narodna palača zvezda predstave. Tu je zvonil izvirni zvon očeta Hidalga, predsednik pa daje Grito de Dolores z glavnega balkona. Opaža tudi eno takšno noč neodvisnosti leta 1964, ko je general Charles de Gaulle, takratni predsednik Francije, govoril množici v španščini iz palače. To ugotavlja, ko trdi, da palača ni le kraj, ampak tudi destinacija, kjer lahko sprejmejo prijatelje države.

## Galerija
- Mural, Diego Rivera
- Mural, Diego Rivera
- Mural, Diego Rivera
- Pred Narodno palačo
- Portret Margarite Maza de Juárez v Juárezovem muzeju
- Juárezov kabinet v Juárezovem muzeju. Soba ni bila zelo sodobno skromna
- Juárezova jedilnica v muzeju
- Portret Agustína de Iturbide
- Juárezov muzej
- Notranjost Narodne palače
- Grito de Dolores leta 2023
- Knjižnica
- Stara dvorana zakladnice
- Notranji corredor